# Конституция Монголии
Конституция Монголии (монг. Монгол Улсын Үндсэн Хууль) — основной закон Монголии состоящий из шести глав которые в свою очередь разделяются на пункты. 
Конституция Монголии описывает государственное и политическое устройство страны, а также описывает государственные символы Монголии (герб, флаг, гимн).

## История
Первая в истории государства и страны конституция была принята 26 ноября 1924 года после смерти последнего монгольского монарха, Богдо-гэгэна VIII. Работа по подготовке текста конституции началась ещё в 1922 году; комиссию возглавляли министр юстиции Монголии Максар-Хурц, Ц. Ж. Жамцарано и Ч. Бат-Очир. Подготовленный ими первоначальный вариант был забракован Центральным комитетом (ЦК) Монгольской народной партии как слишком буржуазный, и они были отстранены от работы, а утверждённый вариант основного закона был приближен к советскому тексту. Эта конституция закрепляла ликвидацию ограниченной монархии и устанавливала в стране республиканский строй при главенстве Народной партии. Изменения в текст вносились в 1940 и 1960 годах.
В результате выступлений оппозиции зимой 1990—1991 годов, требовавшей от правительства проведения демократических реформ по советскому образцу, было принято решение принять новую редакцию конституции. Подготовка нового текста велась во второй половине 1991 года. Эта, ныне действующая, редакция конституции Монголии была принята 13 января 1992 года и вступила в силу 12 февраля. Она состоит из преамбулы и шести глав, разделенных на 70 статей. Закрепляет парламентскую республику в Монголии, гарантируя свободу вероисповедания, права, передвижения, самовыражения, неотъемлемые права, ограничений для правительства, избирательного цикла и т. д. Поправки в этот текст вносились в 1999, 2001, 2019, 2022 и 2023 годах.

## Главы

### Глава первая
Заявляет суверенитет и территориальную целостность монгольского государства. Определяет отношения между церковью и государством. Определяет монгольские герб, флаг и гимн.

### Глава вторая
Указывает гражданские, политические и человеческие права граждан, свободу религии, выражения мнений, свободу печати, право на голосование, равенство перед законом. Также определяет обязанности гражданина, в том числе обязанность платить налоги и служить в вооруженных силах.

### Глава третья
Определяет структуру правовой системы и форму республики. Декларирует, что в Монголии устанавливается парламентская демократия. Описывает структуру законодательного органа.

### Глава четвёртая
Кодифицирует административные районы Монголии и описывает отношения между национальными и местными органами власти.

### Глава пятая
Учреждает Конституционный суд для вынесения постановлений о толковании Конституции.

### Глава шестая
Описывает процесс внесения поправок в Конституцию.